# 方響

方響

方响，是源於中國的一種傳統敲擊樂器，並傳至東亞其他地區。八音分类属“金”，因其音片呈长方形而得名，用铁或铜等制作。从史籍看，方响始于南北朝的梁代，唐宋时期盛行。方响音片在架上直悬，上边呈圆弧形，下边为直线，是古代刻意体现“天圆地方”的宇宙观而设计。通常十六片为一架，分上下两层悬挂，每层八片。音片斜依于两条横置的缠有黄氊的铁铤上，铁铤支撑音片的部位恰好在音片振动的两条节线上，用一副小槌敲奏音片中央发音。方响的十六块音片长度、面积相同，以磨薄音片背面中央来调节音高。
唐代曾涌现过著名的方响演奏家。方响在唐代十部伎中用于清乐和燕乐。在宋代教坊中成为定律乐器。从唐代至清代，方响一直被用于宫廷礼乐。清代在奏凯歌乐时，由仪仗队员骑在马上每人手执一片方响片，各自用一根小槌敲击。方响的音域为一个半八度，其中一个八度内半音齐全，高八度的四都音区中没有半音。音位排列颇为独特。

## 延伸阅读
[在维基数据编辑]
 《欽定古今圖書集成·經濟彙編·樂律典·方響部》，出自陈梦雷《古今圖書集成》